# Marc Restout
Pour les articles homonymes, voir Restout.
Marc-Antoine Restout, né le 14 février 1616 à Caen, mort le 3 avril 1684 à Caen, est un peintre français.

## Biographie
Fils de Marguerin Restout, marchand drapier, et d'Anne Paultre, Marc Restout appartient à l’illustre famille des peintres Restout. Élève de Noël Jouvenet, il se fait une grande réputation en Flandre, en Hollande et à Rome. On lit d'ailleurs qu'il a accompagné Le Poussin en 1642 mais ce point semble davantage tenir de la légende, même s'il a sûrement voyagé en Europe.
Il épouse Jeanne Heuste avec qui il a dix enfants, dont la plupart deviennent peintres, parmi lesquels Jacques Restout, Eustache Restout, Jean Ier Restout, Charles Restout, Thomas Restout, Pierre Restout, Marc Antoine Restout.
Il meurt échevin de Caen. Son œuvre a été oubliée, contrairement à celle de ses enfants, et on ne trouve plus, aujourd'hui, aucun de ses tableaux.

## Tableaux
- L'Annonciation, 1654.[réf. nécessaire]